# 28 dní poté
28 dní poté je britský hororový film z roku 2002. Ve filmu hrají Cillian Murphy, Naomie Harrisová a Christopher Eccleston.

## Děj
Šimpanzi nakažení vzteklinou utečou a pokoušou skupinu aktivistů, kteří vtrhli do laboratoře. Poté se děj přenáší o 28 dní později, kdy se Jim z kurýrní služby probudí z kómatu. Leží v nemocnici, která zeje prázdnotou. Opouští budovu a zjišťuje, co se ve světě děje. Později potká Selenu a Marka. Nákaza zlikvidovala téměř celý Londýn. Ti, co zbývají, se snaží najít vojenskou jednotku, která by měla být někde mimo město.

## Popis postav

### Civilisté
- Jim (Cillian Murphy) je kurýr, který bydlí se svými rodiči v jejich domě v Deptfordu v Londýně. Když se snaží doručit balíček, tak je sražen autem a upadá do komatu. Za 28 dní se probírá ve zcela prázdné nemocnici a zjišťuje, že celý Londýn je zcela prázdný. I když Jim přežije, tak v alternativním konci, který režisér Boyle považoval za správný, umírá.
- Selena (Naomie Harrisová) je mladá žena, povoláním lekárnice, která žije v Londýně. Poté, co vypukla nákaza a celá její rodina byla zabita, se Selena ukryla v obchodě ve vestibulu londýnského metra společně s Markem.
- Frank (Brendan Gleeson) je londýnský řidič taxíku, který žil v Londýně společně se svou ženou a dcerou ve věžovém domě poblíž centra města. Poté, co vypukla nákaza, byla jeho žena zabita a Frank se rozhodl zabarikádovat společně s dcerou ve svém bytě. Frank získal vybavení pro policejní těžkooděnce, pomocí kterého bojuje s nakaženými. Poté, co dorazí společně s ostatními k silničnímu zátarasu u Manchesteru, je nakažen kapkou infikované krve, která mu kápne nešťastnou náhodou do oka. Následně je zabit skupinou vojáků, která je zrovna na hlídce.
- Hannah (Megan Burnsová) je Frankova mladá dcera, která žije zabarikádovaná se svým otcem v jejich londýnském bytě. Poté, co je její otec nakažen a je zabit skupinou vojáků, se odebírá s vojáky a ostatními na jejich základnu na zámku. Vojáci se jí a Selenu pokusí znásilnit, ale jsou zachráněny Jimem.
- Mark (Noah Huntley) je mladý muž, který žije v Londýně s rodiči a sestrou. Poté, co vypukla nákaza, se jeho rodina rozhodla odjet z města z londýnského Paddingtonského nádraží. Zde se však nacházeli nakažení lidé a celá jeho rodina zemřela. Mark se zachránil tím, že vylezl na střechu novinového stánku. Následně potkal Selenu s níž se schoval v londýnském metru. Během útoku v Jimově domě je nakažen a Selenou okamžitě zabit.

### Vojáci
- Major Henry West (Christopher Eccleston) je veterán britské armády a velitel vojenské jednotky. Během vypuknutí nákazy byl major West a jeho brigáda o síle 800 mužů pověřen obranou Manchesteru od nakažených. Poté, co byl silniční záteras na dálnici M602, který byl jedinou přístupovou cestou do Manchesteru proražen nakaženými a většina z Westových mužů zemřela nebo byla nakažena, se West rozhodl uchýlit se s přeživšími vojáky na nedaleký zámek, kde se opevnili. V závěru filmu je West zabit nakaženým vojínem Mailerem, který ho vytáhne z taxíku a následně ho ubije.
- Četař Farrell (Stuart McQuarrie) je zkušený voják britské armády a zástupce velitele, majora Westa. Je zabit vojínem Jonesem, který ho zastřelí, když se ho snaží desátník Mitchell zabít bajonetem. Četař Farrell je přesvědčen, že za hranicemi Velké Británie funguje svět zcela normálně. Tato domněnka se později projeví jako správná, když Jim zahlédne na obloze letadlo, které slouží jako předvoj jednotek NATO.
- Desátník Mitchell (Ricci Harnett) je vulgární, arogantní a necitlivý voják z jednotky majora Westa. Prakticky ke všem v jednotce se chová sarkasticky a jeho největším rivalem je právě četař Farrell. V závěru filmu je brutálně zabit Jimem, který mu zamáčkne prsty oči, když se pokouší znásilnit Selenu.
- Vojín Bedford (Ray Panthaki) je voják z jednotky majora Westa, který je zabit, když při pronásledování nakaženého vojína Mailera je napaden čerstvě nakaženým vojínem Cliftonem. Nakažení vojíni Clifton a Mailer ho následně ubijí k smrti.
- Vojín Bell (Junior Laniyan) je voják z jednotky majora Westa, který je zabit nakaženými vojíny Cliftonem a Mailerem, když je objeven Jimem, jak se schovává pod postelí bez munice.
- Vojín Clifton (Luke Mably) je voják z jednotky majora Westa, který je jako jediný nakažen uprchlým vojínem Mailerem. Poté, co je infikován, tak s vojínem Mailerem zabije vojína Bedforda a poté i Bella.
- Vojín Davis (Sanjay Rambaruth) je voják z jednotky majora Westa, kterého Jim zabije páčidlem z Frankova taxíku poté, co se společně s majorem Westem vydají hledat Jima k silničnímu zátarasu, kam je Jim úmyslně nalákal.
- Vojín Jones (Leo Bill) je mladý, nezkušený voják z jednotky majora Westa, který slouží jednotce jako kuchař. Jones zastřelí četaře Farrella poté, co se ho desátník Mitchell snaží ze msty zabít bajonet. Při následné roztržce mezi oběma vojáky se Jimovi podaří uniknout. Vojín Jones je v závěru filmu zabit Jimem, který ho probodne bajonet.
- Vojín Mailer (Marvin Campbell) je voják z jednotky majora Westa, který se nakazil dva dny předtím než Jim a ostatní přijeli. Poté, co se Mailer nakazil, tak se podařilo desátníku Mitchellovi ho omráčit. Major West následně přikázal umístit Mailera na řetěz na dvůr, aby ho mohl pozorovat a zjistit za jak dlouho nakažení zemřou hlady.